# Piper PA-28 Cherokee
Piper PA-28 Cherokee, Warrior, Archer, Arrow in Dakota so družina enomotornih dvo do štirisedežnih propelerskih športnih letal ameriškega proizvajalca Piper Aircraft. Uporabljajo se za šolanje pilotov in športno letenje. Je eno najbolj popularnih letal svojega razreda, od leta 1961 so zgradili več kot 32 000 letal, proizvodnja še vedno traja. 
Najbolj razširjene variante letala PA-28-št. konjev: 
- PA-28-140 Cherokee, 2 ali 3 sed
- PA-28-160 Warrior, 4 sed
- PA-28-180 Archer
- PA-28-200 Arrow, letalo z uvlačljivim podvozjem
- PA-28-236 Dakota, letalo s fiksnim podvozjem

Vsa letala družine so povsem kovinske konstrukcije, imajo nepresurizirano kabino, kantilever krilo in pristajalno podvozje tipa tricikel. Letalo ima ena vrata na kopilotovi strani Prvi PA-28 je dobil FAA certifikacijo leta 1960. Konkurenti: Cessna 152, Cessna 172, Grumman American AA-5 in Beechcraft Musketeer.
Različni modeli družine imajo batne motorje z močjo 140 do 235 KM, nekateri imajo turbopolnilnik, na voljo je tudi propeler s konstantnimi vrtljaji in uvlačljivo pristajalno podvozje. Nekaj letal uporabljajo tudi letalski klubi in letalske šole v Sloveniji.

## Tehnične specifikacije (1964 model PA-28-140 Cherokee 140)
Podatki iz Piper Aircraft Owner's Handbook
Splošne karakteristike
- Posadka: 1 pilot
- Število sedežev: 3 potniki (skupno 4)
- Dolžina: 23,3 ft (7,16 m)
- Razpon kril: 30,0 feet (9,2 m)
- Višina: 7,3 feet (2,25 m)
- Površina kril: 160 sq ft (15,14 m²)
- Aeroprofil: NACA 652-415
- Teža praznega letala: 1201 lb (544 kg)
- Naložena teža: 2150 lb (975 kg)
- Uporaben tovor: 949 lb (430 kg)
- Maks. vzletna teža: 2150 lb (975 kg)
- Pogon letala: 1 ×  Sensenich M74DM propeler Lycoming O-320-E2A, 150 KM (113 kW)
- Premer propelerja: 74 in (1,9 m)

 Zmogljivost 
- Maks. hitrost: 123 vozlov (142 mph, 230 km/h)
- Potovalna hitrost: 108 vozlov (124 mph, 200 km/h)
- Hitrost porušitve vzgona: 47 vozlov (54 mph, 87 km/h)
- Doseg: 465 nm (535 mi, 867 km)
- Višina leta: 14300 feet (4400 m)
- Hitrost vzpenjanja: 660 ft/min (3,4 m/s)
- Obremenitev kril: 13,4 lb/sq ft (64,4 kg/m2)
- Razmerje moč/teža: 14,3 lb/KM (0,116 kW/kg)